# Gaddam Chinnepalli, Mulbagal
Gaddam Chinnepalli là một làng thuộc tehsil Mulbagal, huyện Kolar, bang Karnataka, Ấn Độ.